# Razzia van 29 september 1943
De razzia van 29 september 1943 was de laatste razzia in Amsterdam waarbij Joden opgepakt werden om gedeporteerd te worden tijdens de Holocaust. Na deze razzia werd Amsterdam door de Duitse bezetter Judenrein verklaard.
Bij de razzia werden 5.000 personen opgepakt en via het Amstelstation naar kamp Westerbork getransporteerd, waaronder ook alle medewerkers en het bestuur van de Joodse Raad voor Amsterdam. Onder de gedeporteerden bevonden zich Abraham Asscher en David Cohen, maar bijvoorbeeld ook het artiestenduo Johnny & Jones.
Op deze datum werden ook de Barneveldse Joden in De Schaffelaar en De Biezen gedeporteerd naar Kamp Westerbork. Het Joodse leven in Nederland hield vanaf deze datum op te bestaan, met uitzondering van de groep ‘Calmeyer’-Joden en gemengd-gehuwden. Het laatste nummer van Het Joodsche Weekblad verscheen 28 september. Deportaties nadien betroffen opgepakte ondergedoken Joden en personen in detentie in gevangenissen en kampen.
De razzia vond plaats rond Rosj Hasjana, de viering van het nieuwe Joodse jaar.